# Deborah Chow
Deborah Chow és una cineasta, directora de televisió i guionista canadenca. Dos dels seus primers curtmetratges, Daypass (2002) i The Hill (2004) han guanyat premis en diversos festivals internacionals de cinema. És més coneguda pel seu primer llargmetratge, que va escriure i dirigir, The High Cost of Living. Chow va dirigir diversos projectes per a televisió, inclosa l'adaptació de la pel·lícula de televisió Flowers in the Attic, i episodis de la sèrie Copper, Els misteris d'en Murdoch, Reign, Beauty and the Beast i Mr. Robot. Chow també és directora de la sèrie de Star Wars The Mandalorian i Obi-Wan Kenobi per a Disney+.